# Szachista
«Szachista» (пол. Шахіст) — львівський шаховий часопис, місячник. Виходив упродовж 1933—1935 і 1938—1939 років.
Редакторами були Генрик Фрідман і Степан Попель.